# Leucandra gaussii
Leucandra gaussii är en svampdjursart som först beskrevs av Brøndsted 1928.  Leucandra gaussii ingår i släktet Leucandra och familjen Grantiidae. Inga underarter finns listade i Catalogue of Life.